# Mariengroschen
Mariengroschen (abgekürzt Mgr) sind im niedersächsisch-westfälischen Raum vom 16. bis zum 19. Jahrhundert geprägte Groschen, die nach einer Mariendarstellung benannt wurden.
Mariengroschen wurden zuerst 1505 in Goslar geprägt, dann in weiteren Münzstätten des Harzgebietes wie Braunschweig (siehe Braunschweigische Münzgeschichte) und Hildesheim. Die ersten Prägungen waren aus 8-lötigem Silber; es wurden 80 aus der rauen Kölnischen Mark geschlagen. Das Feingewicht sank im Laufe des 16. Jahrhunderts; bereits um 1550 hatte sich der Feingehalt auf etwa die Hälfte reduziert:
- Braunschweig 1514: Gewicht 2,75 g mit 1,375 g Silbergehalt;
- Hildesheim 1528: Gewicht 2,88 g mit 1,062 Silbergehalt;
- Goslar 1551: Gewicht 2,43 g mit 0,91 g Silbergehalt;
- Braunschweig 1572: Gewicht 1,504 g mit 0,69 g Silbergehalt.

Die Stände des Niedersächsischen Reichskreises, die mit der Münzaufsicht betraut waren, vollzogen diese Entwicklung nach. Durch den Wertverlust des Mariengroschens gewann der Meißner Groschen an Einfluss.

## Späte Mariengroschen
In den braunschweigischen Fürsten- und Herzogtümern des 18. Jahrhunderts (inkl. Kurhannover und Braunschweig-Wolfenbüttel) entsprach ein Reichstaler 36 Mariengroschen, gegenüber anderswo 24 Guten Groschen. Im Königreich Hannover wurden Mariengroschen zuletzt 1816–1820 als Konventionsmünze geprägt, das Herzogtum Braunschweig prägte den Mariengroschen fünflötig noch bis 1834, Schaumburg-Lippe bis 1821 mit 1/4 Feinheit.